# Kepler-223
Kepler-223 (známá též jako KOI-730, KIC 10227020) je G5V hvězda ve souhvězdí Labutě s potvrzeným planetárním systémem tvořeným čtyřmi exoplanetami. Všechny byly objeveny v rámci mise Kepler a představují první potvrzený případ orbitalní rezonance čtyř těles.

## Planetární systém
Původní analýzy, vycházející z dat mise Kepler, naznačovaly, že by dvě z planet mohly obíhat po stejné dráze (tzv. trojánské planety) a vytvářet tak unikátní konfiguraci. Následná měření a modelování však upřesnila, že se všechny čtyři planety nacházejí v rezonančním poměru 8:6:4:3. Tato konfigurace byla potvrzena pozdějšími pozorováními a dynamickými simulacemi, které ukázaly, že je systém velmi stabilní i na dlouhodobých časových škálách.

### Charakteristiky planet
| Planeta     | Poloměr (v násobcích Země) | Orbitální perioda (dny) | Vzdálenost (AU) |
| ----------- | -------------------------- | ----------------------- | --------------- |
| Kepler-223b | 3,0                        | 7,38                    | 0,06            |
| Kepler-223c | 3,4                        | 9,85                    | 0,08            |
| Kepler-223d | 5,2                        | 14,79                   | 0,11            |
| Kepler-223e | 4,6                        | 19,73                   | 0,14            |

## Význam amechanismus rezonance
Rezonanční struktura systému (8:6:4:3) je výjimečná v tom, že zahrnuje hned čtyři planety ve společné orbitální rezonanci. Taková konfigurace naznačuje, že planety musely v dřívější fázi vývoje soustavy migrovat z větších vzdáleností směrem k hvězdě, přičemž se vzájemně „uzamkly“ v rezonanci. Systém Kepler-223 je proto cenným objektem ke studiu procesů planetární migrace a vzniku stabilních rezonančních řetězců.

## Analogie ve Sluneční soustavě
Přestože ve Sluneční soustavě zatím neznáme žádný případ dvou planet s oběžnou dráhou identickou do takové míry, že by setrvávaly v Lagrangeových bodech, existují menší tělesa (Trojáni), jež sdílejí dráhu s Jupiterem a dalšími planetami. Navíc se spekuluje, že tzv. Theia – protoplaneta, která měla podle jedné z teorií vytvořit Měsíc po srážce se Zemí – mohla původně obíhat v Lagrangeově bodě zemské orbity.